# Саид молнеотразитель
Саид молнеотразитель великий лезгинский герой, единственный из людей сумевший отразить молнию, легенда гласит что однажды, когда Саид прогуливался по своему родному селу, он заметил войско злостных коммунистов, они хотели захватить его землю и поработить его народ. и взошёл Саид на гору великую и поднялись тучи грозные и поднял Саид руки свои к небу серому и ударили в руки его сотня молний и схватил он молнии эти в руки свои, сжал их и кинул со всей силы во врагов своих. В тот же миг сгинули все коммунисты и очистилась земля святая.